# Чемпионат мира по футболу 1986
Чемпионат мира по футболу 1986 — 13-й чемпионат мира. Второй раз проходил в Мексике, участвовали 24 сборные, которые и разыграли между собой Кубок мира.
Мексика стала первой страной, которой довелось принять у себя чемпионат мира во второй раз (1-й — в 1970 году). Первоначально проведение данного турнира планировалось в Колумбии, но после того как колумбийское правительство заявило, что страна принять чемпионат мира не готова, местом проведения выбрали Мексику. Решение было принято в Стокгольме 20 мая 1983 года. В борьбе за право проведения турнира Мексика опередила Канаду и США.
Чемпионат мира 1986 года отметился появлением такого явления на трибунах, как волна, которое вскоре было популяризовано по всему миру.

## Выбор места проведения
В качестве принимающей стороны в июне 1974 года первоначально была выбрана Колумбия, а городами-организаторами — Богота, Медельин, Кали, Перейра и Букараманга, а также, возможно, Барранкилья. Страна согласилась провести турнир с участием 16 команд, однако позже ФИФА разрешила расширение до 24 команд на чемпионате мира 1982 года в Испании. Подобный сценарий для Колумбии было сложнее принять, хотя президент ФИФА Жоао Авеланж первоначально заверил, что они могут вернуться к турниру с 16 участниками. Но в итоге 5 ноября 1982 года колумбийские власти заявили, что они не могут позволить себе проведение чемпионата мира по футболу на условиях, которые требовала ФИФА, из-за экономических проблем.
Несмотря на то, что три страны (Мексика, США и Канада) подали заявки 11 марта 1983 года на замену принимающей стороны, специальный комитет ФИФА из пяти человек, ответственный за рекомендации заявок Исполнительному комитету, объявил 31 марта, что он будет рассматривать только заявку Мексики. Объявив, что США и Канада «отклонились» от критериев ФИФА, а члены исполкома отказались посещать канадские и американские стадионы. 20 мая комитет объявил Мексику в качестве хозяина на замену, несмотря на то, что Авеланж заявил, что США и Канада сделали более качественные презентации. Таким образом, Мексика стала первой страной, которая принимала два чемпионата мира по футболу.
Канадские представители раскритиковали решение комитета не рассматривать их страну, заявив, что они предоставили более полную заявку, чем Мексика, и что их ввело в заблуждение количество необходимых стадионов. Заявка США содержала больше, чем требуется, количество стадионов с требуемой вместимостью для проведения матчей чемпионата мира (не менее 40 000 мест, 60 000 для матчей второго раунда и 80 000 для финала турнира). Мексика подала заявку на 14 стадионов, только шесть из которых вмещали более 40 000 мест на момент подачи заявки, а три — более 60 000 мест. Авеланж при этом раскритиковал подход США к выбору стадионов для футбольного турнира на летних Олимпийских играх 1984 года в Лос-Анджелесе. Американцы также отметили, что Мексика имела влияние двух мест в исполнительном комитете из 22 членов, вице-президента ФИФА и руководителя мексиканской телекомпании Televisa, связанной с Авеланжем. Также в пользу Мексики работал сам президент ФИФА, тайно пообещавший Televisa права на трансляцию перед голосованием. Впоследствии Генри Киссинджер, бывший госсекретарь США, возглавлявший американский заявочный комитет, заметил: «Политика футбола вызывает у меня ностальгию по политике Ближнего Востока», в то время как лидер канадского комитета назвал 10-страничный заявочный документ Мексики «шуткой».
Сильное землетрясение в сентябре 1985 года, за восемь месяцев до начала турнира, поставило под сомнение способность Мексики организовать мероприятие, но стадионы не пострадали от стихии и было принято решение продолжить подготовку. Поскольку 1986 год был объявлен Организацией Объединённых Наций Международным годом мира, на рекламных щитах всех стадионов были размещены логотипы ФИФА и ООН вместе с надписью «Футбол во имя мира — Год мира».

## События
Это был чемпионат Диего Марадоны, находившегося на пике своей карьеры и приведшего сборную Аргентины ко второй победе на первенствах мира. Его самый запоминающийся матч на чемпионате случился в четвертьфинале против команды Англии, где он забил 2 мяча и принёс победу своей сборной. Первый гол Диего забил рукой, но судья это не заметил. Позже Марадона признал, что он забил рукой. Его второй гол в матче был признан одним из лучших голов в финальных частях кубка мира: Марадона показал фантастический дриблинг, обыграл пятерых игроков и забил гол.
Победа Аргентины в турнире была заслуженная, хоть и неожиданная. Марадона был признан лучшим игроком турнира. Победу сборной Аргентины праздновало на родине около 30 миллионов человек.
Сборная Франции на этом чемпионате показала свой класс, обыграв сборную Италии, действующих чемпионов мира, на втором этапе со счётом 2-0. В 1/4 финала Франция на стадионе «Эстадио Халиско», в Гваделахаре, похоронила амбиции сборной Бразилии, переиграв их в серии пенальти. В сборной Франции блистал Мишель Платини. Пройдя бразильцев, французы в полуфинале, как и 4 года назад в Испании, попали на команду ФРГ и снова уступили ей.
Западная Германия играла свой пятый финал на чемпионатах мира, лишь дважды выиграв до этого. Как и 4 года назад, проиграв тогда Италии 1-3, на этот раз они проиграли аргентинцам 2-3. Примечательно — ФРГ выиграла подряд два полуфинала у сборной Франции, в 1982 и 1986 году, так же проиграв подряд два кубка мира в финале.
Для Канады, Дании и Ирака этот чемпионат мира стал первым. Ирак и Канада выбыли на первом этапе, проиграв все 3 матча. Дания, выиграв 3 матча и показав красивую игру, заняла первое место в группе, но в 1/8 финала «перегорела» и проиграла испанцам с разгромным счётом 1-5. На удивление удачно выступила сборная Марокко, сыграв вничью с англичанами и поляками и обыграв команду Португалии, выйдя в плей-офф с первого места, но в 1/8 финала марокканцы проиграли немцам со счётом 0-1.

## Формат
По сравнению с чемпионатом 1982 года формат проведения турнира изменён. 24 команды, попавшие в финальную часть, также делились на 6 групп по 4 команды, но был изменён второй этап. Теперь 16 команд участвовало в плей-офф: 6 команд победителей групп, 6 сборных, занявших второе место в группе, и 4 лучшие команды, занявшие 3-е места в группах.

## Города и стадионы
Турнир проходил в одиннадцати городах и на двенадцати стадионах. Крупнейшая арена турнира, «Ацтека» в Мехико, приняла девять матчей (больше, чем любой другой стадион на этом чемпионате мира), включая финал. Всего в Мехико были проведены тринадцать игр, в том числе четыре на Олимпийском стадионе. Если же учитывать также и пригороды Мехико, то вместе с тремя матчами, прошедшими в Несауалькойотле, столица приняла шестнадцать игр из пятидесяти двух. Арена «Халиско» в Гвадалахаре приняла семь матчей, а «Куаутемок» в Пуэбла — пять встреч.
| Мехико                   | Мехико | Гвадалахара | Пуэбла               |
| ------------------------ | --- | --- | -------------------- |
| Ацтека                   | Олимпийский | Халиско | Куаутемок            |
| Вместимость: 110 574     | Вместимость: 72 212 | Вместимость: 66 193 | Вместимость: 46 416  |
|                          | | |                      |
| Сан-Николас-де-лос-Гарса | 2 9 7 1 6 8 3 5 4 11 10 1. Мехико, 2. Гвадалахара, 3. Пуэбла, 4. Сан-Николас-де-лос-Гарса, · 5. Сантьяго-де-Керетаро, 6. Монтеррей, 7. Леон, 8. Несауалькойотль, 9. Ирапуато, · 10. Сапопан, 11. Толука. | 2 9 7 1 6 8 3 5 4 11 10 1. Мехико, 2. Гвадалахара, 3. Пуэбла, 4. Сан-Николас-де-лос-Гарса, · 5. Сантьяго-де-Керетаро, 6. Монтеррей, 7. Леон, 8. Несауалькойотль, 9. Ирапуато, · 10. Сапопан, 11. Толука. | Сантьяго-де-Керетаро |
| Университарио            | 2 9 7 1 6 8 3 5 4 11 10 1. Мехико, 2. Гвадалахара, 3. Пуэбла, 4. Сан-Николас-де-лос-Гарса, · 5. Сантьяго-де-Керетаро, 6. Монтеррей, 7. Леон, 8. Несауалькойотль, 9. Ирапуато, · 10. Сапопан, 11. Толука. | 2 9 7 1 6 8 3 5 4 11 10 1. Мехико, 2. Гвадалахара, 3. Пуэбла, 4. Сан-Николас-де-лос-Гарса, · 5. Сантьяго-де-Керетаро, 6. Монтеррей, 7. Леон, 8. Несауалькойотль, 9. Ирапуато, · 10. Сапопан, 11. Толука. | Коррехидора          |
| Вместимость: 43 780      | 2 9 7 1 6 8 3 5 4 11 10 1. Мехико, 2. Гвадалахара, 3. Пуэбла, 4. Сан-Николас-де-лос-Гарса, · 5. Сантьяго-де-Керетаро, 6. Монтеррей, 7. Леон, 8. Несауалькойотль, 9. Ирапуато, · 10. Сапопан, 11. Толука. | 2 9 7 1 6 8 3 5 4 11 10 1. Мехико, 2. Гвадалахара, 3. Пуэбла, 4. Сан-Николас-де-лос-Гарса, · 5. Сантьяго-де-Керетаро, 6. Монтеррей, 7. Леон, 8. Несауалькойотль, 9. Ирапуато, · 10. Сапопан, 11. Толука. | Вместимость: 38 576  |
|                          | 2 9 7 1 6 8 3 5 4 11 10 1. Мехико, 2. Гвадалахара, 3. Пуэбла, 4. Сан-Николас-де-лос-Гарса, · 5. Сантьяго-де-Керетаро, 6. Монтеррей, 7. Леон, 8. Несауалькойотль, 9. Ирапуато, · 10. Сапопан, 11. Толука. | 2 9 7 1 6 8 3 5 4 11 10 1. Мехико, 2. Гвадалахара, 3. Пуэбла, 4. Сан-Николас-де-лос-Гарса, · 5. Сантьяго-де-Керетаро, 6. Монтеррей, 7. Леон, 8. Несауалькойотль, 9. Ирапуато, · 10. Сапопан, 11. Толука. |                      |
| Несауалькойотль          | 2 9 7 1 6 8 3 5 4 11 10 1. Мехико, 2. Гвадалахара, 3. Пуэбла, 4. Сан-Николас-де-лос-Гарса, · 5. Сантьяго-де-Керетаро, 6. Монтеррей, 7. Леон, 8. Несауалькойотль, 9. Ирапуато, · 10. Сапопан, 11. Толука. | 2 9 7 1 6 8 3 5 4 11 10 1. Мехико, 2. Гвадалахара, 3. Пуэбла, 4. Сан-Николас-де-лос-Гарса, · 5. Сантьяго-де-Керетаро, 6. Монтеррей, 7. Леон, 8. Несауалькойотль, 9. Ирапуато, · 10. Сапопан, 11. Толука. | Монтеррей            |
| Неса 86                  | 2 9 7 1 6 8 3 5 4 11 10 1. Мехико, 2. Гвадалахара, 3. Пуэбла, 4. Сан-Николас-де-лос-Гарса, · 5. Сантьяго-де-Керетаро, 6. Монтеррей, 7. Леон, 8. Несауалькойотль, 9. Ирапуато, · 10. Сапопан, 11. Толука. | 2 9 7 1 6 8 3 5 4 11 10 1. Мехико, 2. Гвадалахара, 3. Пуэбла, 4. Сан-Николас-де-лос-Гарса, · 5. Сантьяго-де-Керетаро, 6. Монтеррей, 7. Леон, 8. Несауалькойотль, 9. Ирапуато, · 10. Сапопан, 11. Толука. | Текнолохико          |
| Вместимость: 34 536      | 2 9 7 1 6 8 3 5 4 11 10 1. Мехико, 2. Гвадалахара, 3. Пуэбла, 4. Сан-Николас-де-лос-Гарса, · 5. Сантьяго-де-Керетаро, 6. Монтеррей, 7. Леон, 8. Несауалькойотль, 9. Ирапуато, · 10. Сапопан, 11. Толука. | 2 9 7 1 6 8 3 5 4 11 10 1. Мехико, 2. Гвадалахара, 3. Пуэбла, 4. Сан-Николас-де-лос-Гарса, · 5. Сантьяго-де-Керетаро, 6. Монтеррей, 7. Леон, 8. Несауалькойотль, 9. Ирапуато, · 10. Сапопан, 11. Толука. | Вместимость: 33 805  |
|                          | 2 9 7 1 6 8 3 5 4 11 10 1. Мехико, 2. Гвадалахара, 3. Пуэбла, 4. Сан-Николас-де-лос-Гарса, · 5. Сантьяго-де-Керетаро, 6. Монтеррей, 7. Леон, 8. Несауалькойотль, 9. Ирапуато, · 10. Сапопан, 11. Толука. | 2 9 7 1 6 8 3 5 4 11 10 1. Мехико, 2. Гвадалахара, 3. Пуэбла, 4. Сан-Николас-де-лос-Гарса, · 5. Сантьяго-де-Керетаро, 6. Монтеррей, 7. Леон, 8. Несауалькойотль, 9. Ирапуато, · 10. Сапопан, 11. Толука. |                      |
| Толука                   | Ирапуато | Леон | Сапопан              |
| Немесио Диэс             | Серхио Леон Чавес | Ноу Камп | Третье марта         |
| Вместимость: 32 612      | Вместимость: 31 336 | Вместимость: 30 531 | Вместимость: 30 015  |
|                          | | |                      |

## Символика
Перчик Пике был талисманом этого чемпионата мира.
На многих товарах был изображён Пике, антропоморфный перец чили, одетый в цвета мексиканской футбольной сборной.
Образ Пике вызвал споры, так как он символизировал негативные стереотипы о мексиканцах.

## Участники
Впервые в чемпионате мира приняли участие Канада, Ирак и Дания.
| Европа (14 команд) - Италия — автоматически попала в финал как чемпион мира - Болгария - Северная Ирландия - Испания - Бельгия - Франция - СССР - Венгрия - Дания - ФРГ - Шотландия - Англия - Польша - Португалия | Южная Америка (4 команды) - Аргентина - Парагвай - Бразилия - Уругвай Северная и Центральная Америка (2 команды) - Мексика — автоматически попала в финал как хозяйка турнира - Канада Азия (2 команды) - Ирак - Республика Корея Африка (2 команды) - Марокко - Алжир |

## Судьи
| КАФ - Али Бин Нассер - Эдвин Пикон-Аконг - Идрисса Траоре АФК - Фалладж Аль-Шанар - Джамаль Аш-Шариф - Сидзуо Такада УЕФА - Луиджи Аньолин - Хорст Бруммайер - Валерий Бутенко - Войтех Христов - Джордж Кортни | - Андре Дайна - Богдан Дочев - Эрик Фредрикссон - Йоан Игна - Ян Кейзер - Зигфрид Киршен - Лайош Немет - Зоран Петрович - Алексис Понне - Жоэль Кинью - Фолькер Рот - Викториано Санчес Арминио - Карлуш Силва Валенте - Алан Снодди | КОНКАКАФ - Ромуло Мендес - Антонио Маркес Рамирес - Дэвид Соча - Берни Ульоа Морера ОФК - Крис Бэмбридж КОНМЕБОЛ - Ромуалдо Арппи Фильо - Хесус Диас - Карлос Эспосито - Габриэль Гонсалес - Хосе Луис Мартинес Басан - Эрнан Сильва |

## Официальный мяч
По традиции специально к чемпионату мира компания Adidas изготовила официальный мяч турнира, получивший название Adidas Azteca. Он был украшен узорами древней мексиканской цивилизации ацтеков. Также данный мяч стал первым целиком синтетическим.

## Групповой этап
Время начала матчей указано местное (CST, UTC−6).

### Группа A
| Поз | Команда          | И | В | Н | П | МЗ | МП | РМ | О | Квалификация     |
| --- | ---------------- | - | - | - | - | -- | -- | -- | - | ---------------- |
| 1   | Аргентина        | 3 | 2 | 1 | 0 | 6  | 2  | +4 | 5 | Выход в плей-офф |
| 2   | Италия           | 3 | 1 | 2 | 0 | 5  | 4  | +1 | 4 | Выход в плей-офф |
| 3   | Болгария         | 3 | 0 | 2 | 1 | 2  | 4  | −2 | 2 | Выход в плей-офф |
| 4   | Республика Корея | 3 | 0 | 1 | 2 | 4  | 7  | −3 | 1 |                  |

| Болгария    | 1:1     | Италия         |
| ----------- | ------- | -------------- |
| Сираков 85′ | (отчёт) | Альтобелли 43′ |

| Аргентина                       | 3:1     | Республика Корея |
| ------------------------------- | ------- | ---------------- |
| - Вальдано 6′ 46′ - Руджери 18′ | (отчёт) | Пак Чхан Сон 73′ |

| Италия               | 1:1     | Аргентина    |
| -------------------- | ------- | ------------ |
| Альтобелли 6′ (пен.) | (отчёт) | Марадона 34′ |

| Республика Корея | 1:1     | Болгария  |
| ---------------- | ------- | --------- |
| Ким Джон Бу 70′  | (отчёт) | Гетов 11′ |

| Республика Корея                   | 2:3     | Италия                                       |
| ---------------------------------- | ------- | -------------------------------------------- |
| - Чхве Сун Хо 62′ - Хо Джон Му 83′ | (отчёт) | - Альтобелли 17′ 73′ - Чо Гван Рэ 82′ (авт.) |

| Аргентина                     | 2:0     | Болгария |
| ----------------------------- | ------- | -------- |
| - Вальдано 3′ - Бурручага 76′ | (отчёт) |          |

### Группа B
| Поз | Команда     | И | В | Н | П | МЗ | МП | РМ | О | Квалификация     |
| --- | ----------- | - | - | - | - | -- | -- | -- | - | ---------------- |
| 1   | Мексика (Х) | 3 | 2 | 1 | 0 | 4  | 2  | +2 | 5 | Выход в плей-офф |
| 2   | Парагвай    | 3 | 1 | 2 | 0 | 4  | 3  | +1 | 4 | Выход в плей-офф |
| 3   | Бельгия     | 3 | 1 | 1 | 1 | 5  | 5  | 0  | 3 | Выход в плей-офф |
| 4   | Ирак        | 3 | 0 | 0 | 3 | 1  | 4  | −3 | 0 |                  |

| Бельгия        | 1:2     | Мексика                    |
| -------------- | ------- | -------------------------- |
| Ванденберг 45′ | (отчёт) | - Кирарте 23′ - Санчес 39′ |

| Парагвай   | 1:0     | Ирак |
| ---------- | ------- | ---- |
| Ромеро 35′ | (отчёт) |      |

| Мексика   | 1:1     | Парагвай   |
| --------- | ------- | ---------- |
| Флорес 3′ | (отчёт) | Ромеро 85′ |

| Ирак     | 1:2     | Бельгия                        |
| -------- | ------- | ------------------------------ |
| Ради 59′ | (отчёт) | - Шифо 16′ - Класен 21′ (пен.) |

| Парагвай         | 2:2     | Бельгия                      |
| ---------------- | ------- | ---------------------------- |
| Кабаньяс 50′ 76′ | (отчёт) | - Веркаутерен 30′ - Вейт 59′ |

| Ирак | 0:1     | Мексика     |
| ---- | ------- | ----------- |
|      | (отчёт) | Кирарте 54′ |

### Группа C
| Поз | Команда | И | В | Н | П | МЗ | МП | РМ | О | Квалификация     |
| --- | ------- | - | - | - | - | -- | -- | -- | - | ---------------- |
| 1   | СССР    | 3 | 2 | 1 | 0 | 9  | 1  | +8 | 5 | Выход в плей-офф |
| 2   | Франция | 3 | 2 | 1 | 0 | 5  | 1  | +4 | 5 | Выход в плей-офф |
| 3   | Венгрия | 3 | 1 | 0 | 2 | 2  | 9  | −7 | 2 |                  |
| 4   | Канада  | 3 | 0 | 0 | 3 | 0  | 5  | −5 | 0 |                  |

| Канада | 0:1     | Франция   |
| ------ | ------- | --------- |
|        | (отчёт) | Папен 79′ |

| СССР                                                                                              | 6:0     | Венгрия |
| ------------------------------------------------------------------------------------------------- | ------- | ------- |
| - Яковенко 2′ - Алейников 4′ - Беланов 24′ (пен.) - Яремчук 66′ - Дайка 73′ (авт.) - Родионов 80′ | (отчёт) |         |

| Франция       | 1:1     | СССР    |
| ------------- | ------- | ------- |
| Фернандес 62′ | (отчёт) | Рац 53′ |

| Венгрия                     | 2:0     | Канада |
| --------------------------- | ------- | ------ |
| - Эстерхази 2′ - Детари 75′ | (отчёт) |        |

| Венгрия | 0:3     | Франция                                |
| ------- | ------- | -------------------------------------- |
|         | (отчёт) | - Стопира 29′ - Тигана 62′ - Рошто 84′ |

| СССР                       | 2:0     | Канада |
| -------------------------- | ------- | ------ |
| - Блохин 58′ - Заваров 74′ | (отчёт) |        |

### Группа D
| Поз | Команда           | И | В | Н | П | МЗ | МП | РМ | О | Квалификация     |
| --- | ----------------- | - | - | - | - | -- | -- | -- | - | ---------------- |
| 1   | Бразилия          | 3 | 3 | 0 | 0 | 5  | 0  | +5 | 6 | Выход в плей-офф |
| 2   | Испания           | 3 | 2 | 0 | 1 | 5  | 2  | +3 | 4 | Выход в плей-офф |
| 3   | Северная Ирландия | 3 | 0 | 1 | 2 | 2  | 6  | −4 | 1 |                  |
| 4   | Алжир             | 3 | 0 | 1 | 2 | 1  | 5  | −4 | 1 |                  |

| Испания | 0:1     | Бразилия     |
| ------- | ------- | ------------ |
|         | (отчёт) | Сократес 62′ |

| Алжир     | 1:1     | Северная Ирландия |
| --------- | ------- | ----------------- |
| Зидан 59′ | (отчёт) | Уайтсайд 6′       |

| Бразилия   | 1:0     | Алжир |
| ---------- | ------- | ----- |
| Карека 66′ | (отчёт) |       |

| Северная Ирландия | 1:2     | Испания                       |
| ----------------- | ------- | ----------------------------- |
| Кларк 47′         | (отчёт) | - Бутрагеньо 2′ - Салинас 18′ |

| Северная Ирландия | 0:3     | Бразилия                       |
| ----------------- | ------- | ------------------------------ |
|                   | (отчёт) | - Карека 15′ 87′ - Жозимар 42′ |

| Алжир | 0:3     | Испания                       |
| ----- | ------- | ----------------------------- |
|       | (отчёт) | - Кальдере 15′ 68′ - Элой 70′ |

### Группа E
| Поз | Команда   | И | В | Н | П | МЗ | МП | РМ | О | Квалификация     |
| --- | --------- | - | - | - | - | -- | -- | -- | - | ---------------- |
| 1   | Дания     | 3 | 3 | 0 | 0 | 9  | 1  | +8 | 6 | Выход в плей-офф |
| 2   | ФРГ       | 3 | 1 | 1 | 1 | 3  | 4  | −1 | 3 | Выход в плей-офф |
| 3   | Уругвай   | 3 | 0 | 2 | 1 | 2  | 7  | −5 | 2 | Выход в плей-офф |
| 4   | Шотландия | 3 | 0 | 1 | 2 | 1  | 3  | −2 | 1 |                  |

| Уругвай       | 1:1     | ФРГ        |
| ------------- | ------- | ---------- |
| Альсаменди 4′ | (отчёт) | Аллофс 84′ |

| Шотландия | 0:1     | Дания       |
| --------- | ------- | ----------- |
|           | (отчёт) | Элькьер 57′ |

| ФРГ                       | 2:1     | Шотландия   |
| ------------------------- | ------- | ----------- |
| - Фёллер 22′ - Аллофс 50′ | (отчёт) | Стракан 18′ |

| Дания                                                           | 6:1     | Уругвай                |
| --------------------------------------------------------------- | ------- | ---------------------- |
| - Элькьер 11′ 67′ 80′ - Лербю 41′ - Лаудруп 52′ - Й. Ольсен 88′ | (отчёт) | Франческоли 45′ (пен.) |

| Дания                                | 2:0     | ФРГ |
| ------------------------------------ | ------- | --- |
| - Й. Ольсен 43′ (пен.) - Эриксен 62′ | (отчёт) |     |

| Шотландия | 0:0     | Уругвай |
| --------- | ------- | ------- |
|           | (отчёт) |         |

### Группа F
| Поз | Команда    | И | В | Н | П | МЗ | МП | РМ | О | Квалификация     |
| --- | ---------- | - | - | - | - | -- | -- | -- | - | ---------------- |
| 1   | Марокко    | 3 | 1 | 2 | 0 | 3  | 1  | +2 | 4 | Выход в плей-офф |
| 2   | Англия     | 3 | 1 | 1 | 1 | 3  | 1  | +2 | 3 | Выход в плей-офф |
| 3   | Польша     | 3 | 1 | 1 | 1 | 1  | 3  | −2 | 3 | Выход в плей-офф |
| 4   | Португалия | 3 | 1 | 0 | 2 | 2  | 4  | −2 | 2 |                  |

| Марокко | 0:0     | Польша |
| ------- | ------- | ------ |
|         | (отчёт) |        |

| Португалия        | 1:0     | Англия |
| ----------------- | ------- | ------ |
| Карлуш Мануэл 75′ | (отчёт) |        |

| Англия | 0:0     | Марокко |
| ------ | ------- | ------- |
|        | (отчёт) |         |

| Польша       | 1:0     | Португалия |
| ------------ | ------- | ---------- |
| Смолярек 68′ | (отчёт) |            |

| Англия             | 3:0     | Польша |
| ------------------ | ------- | ------ |
| Линекер 9′ 14′ 34′ | (отчёт) |        |

| Португалия     | 1:3     | Марокко                        |
| -------------- | ------- | ------------------------------ |
| Диамантину 79′ | (отчёт) | - Хайри 19′ 27′ - А. Мерри 62′ |

### Рейтинг команд, занявших третье место
| Поз | Гр. | Команда           | И | В | Н | П | МЗ | МП | РМ | О | Квалификация     |
| --- | --- | ----------------- | - | - | - | - | -- | -- | -- | - | ---------------- |
| 1   | B   | Бельгия           | 3 | 1 | 1 | 1 | 5  | 5  | 0  | 3 | Выход в плей-офф |
| 2   | F   | Польша            | 3 | 1 | 1 | 1 | 1  | 3  | −2 | 3 | Выход в плей-офф |
| 3   | A   | Болгария          | 3 | 0 | 2 | 1 | 2  | 4  | −2 | 2 | Выход в плей-офф |
| 4   | E   | Уругвай           | 3 | 0 | 2 | 1 | 2  | 7  | −5 | 2 | Выход в плей-офф |
| 5   | C   | Венгрия           | 3 | 1 | 0 | 2 | 2  | 9  | −7 | 2 |                  |
| 6   | D   | Северная Ирландия | 3 | 0 | 1 | 2 | 2  | 6  | −4 | 1 |                  |

## Плей-офф
Согласно регламенту, если в стадии плей-офф основное время завершалось вничью, назначалось дополнительное время (два тайма по 15 минут). Если и после этого победителя выявить не удалось, проводились послематчевые пенальти.

### Сетка турнира
|  | 1/8 финала                         | 1/8 финала                         |                                    |       | Четвертьфиналы       | Четвертьфиналы       |                  |                  | Полуфиналы | Полуфиналы |  |  | Финал | Финал |
|  |                                    |                                    |                                    |       |                      |                      |                  |                  |            |            |  |  |       |       |
|  | 16 июня — Пуэбла                   |                                    |                                    |       |                      |                      |                  |                  |            |            |  |  |       |       |
|  |                                    |                                    |                                    |       |                      |                      |                  |                  |            |            |  |  |       |       |
|  | Аргентина                          | 1                                  |                                    |       |                      |                      |                  |                  |            |            |  |  |       |       |
|  | Аргентина                          | 1                                  | 22 июня — Мехико (Ацтека)          |       |                      |                      |                  |                  |            |            |  |  |       |       |
|  | Уругвай                            | 0                                  |                                    |       |                      |                      |                  |                  |            |            |  |  |       |       |
|  | Уругвай                            | 0                                  | Аргентина                          | 2     |                      |                      |                  |                  |            |            |  |  |       |       |
|  | 18 июня — Мехико (Ацтека)          |                                    | Аргентина                          | 2     |                      |                      |                  |                  |            |            |  |  |       |       |
|  |                                    | Англия                             | 1                                  |       |                      |                      |                  |                  |            |            |  |  |       |       |
|  | Англия                             | Англия                             | 1                                  | 3     |                      |                      |                  |                  |            |            |  |  |       |       |
|  | Англия                             |                                    | 25 июня — Мехико (Ацтека)          | 3     |                      |                      |                  |                  |            |            |  |  |       |       |
|  | Парагвай                           | 0                                  |                                    |       |                      |                      |                  |                  |            |            |  |  |       |       |
|  | Парагвай                           | 0                                  | Аргентина                          | 2     |                      |                      |                  |                  |            |            |  |  |       |       |
|  | 18 июня — Сантьяго-де-Керетаро     |                                    | Аргентина                          | 2     |                      |                      |                  |                  |            |            |  |  |       |       |
|  |                                    | Бельгия                            | 0                                  |       |                      |                      |                  |                  |            |            |  |  |       |       |
|  | Дания                              | Бельгия                            | 0                                  | 1     |                      |                      |                  |                  |            |            |  |  |       |       |
|  | Дания                              | 22 июня — Пуэбла                   |                                    | 1     |                      |                      |                  |                  |            |            |  |  |       |       |
|  | Испания                            | 5                                  |                                    |       |                      |                      |                  |                  |            |            |  |  |       |       |
|  | Испания                            | 5                                  | Испания                            | 1 (4) |                      |                      |                  |                  |            |            |  |  |       |       |
|  | 15 июня — Леон-де-лос-Альдама      |                                    | Испания                            | 1 (4) |                      |                      |                  |                  |            |            |  |  |       |       |
|  |                                    | Бельгия (пен.)                     | 1 (5)                              |       |                      |                      |                  |                  |            |            |  |  |       |       |
|  | СССР                               | Бельгия (пен.)                     | 1 (5)                              | 3     |                      |                      |                  |                  |            |            |  |  |       |       |
|  | СССР                               |                                    | 29 июня — Мехико (Ацтека)          | 3     |                      |                      |                  |                  |            |            |  |  |       |       |
|  | Бельгия (доп. вр.)                 | 4                                  |                                    |       |                      |                      |                  |                  |            |            |  |  |       |       |
|  | Бельгия (доп. вр.)                 | 4                                  | Аргентина                          | 3     |                      |                      |                  |                  |            |            |  |  |       |       |
|  | 16 июня — Гвадалахара              |                                    | Аргентина                          | 3     |                      |                      |                  |                  |            |            |  |  |       |       |
|  |                                    | ФРГ                                | 2                                  |       |                      |                      |                  |                  |            |            |  |  |       |       |
|  | Бразилия                           | ФРГ                                | 2                                  | 4     |                      |                      |                  |                  |            |            |  |  |       |       |
|  | Бразилия                           | 21 июня — Гвадалахара              |                                    | 4     |                      |                      |                  |                  |            |            |  |  |       |       |
|  | Польша                             | 0                                  |                                    |       |                      |                      |                  |                  |            |            |  |  |       |       |
|  | Польша                             | 0                                  | Бразилия                           | 1 (3) |                      |                      |                  |                  |            |            |  |  |       |       |
|  | 17 июня — Мехико (Олимпийский)     |                                    | Бразилия                           | 1 (3) |                      |                      |                  |                  |            |            |  |  |       |       |
|  |                                    | Франция (пен.)                     | 1 (4)                              |       |                      |                      |                  |                  |            |            |  |  |       |       |
|  | Италия                             | Франция (пен.)                     | 1 (4)                              | 0     |                      |                      |                  |                  |            |            |  |  |       |       |
|  | Италия                             |                                    | 25 июня — Гвадалахара              | 0     |                      |                      |                  |                  |            |            |  |  |       |       |
|  | Франция                            | 2                                  |                                    |       |                      |                      |                  |                  |            |            |  |  |       |       |
|  | Франция                            | 2                                  | Франция                            | 0     |                      |                      |                  |                  |            |            |  |  |       |       |
|  | 17 июня — Сан-Николас-де-лос-Гарса |                                    | Франция                            | 0     |                      |                      |                  |                  |            |            |  |  |       |       |
|  |                                    | ФРГ                                | 2                                  |       | Матч за третье место | Матч за третье место |                  |                  |            |            |  |  |       |       |
|  | Марокко                            | ФРГ                                | 2                                  | 0     | Матч за третье место | Матч за третье место |                  |                  |            |            |  |  |       |       |
|  | Марокко                            | 21 июня — Сан-Николас-де-лос-Гарса | 21 июня — Сан-Николас-де-лос-Гарса | 0     |                      |                      | 28 июня — Пуэбла | 28 июня — Пуэбла |            |            |  |  |       |       |
|  | ФРГ                                | 21 июня — Сан-Николас-де-лос-Гарса | 21 июня — Сан-Николас-де-лос-Гарса | 1     |                      |                      | 28 июня — Пуэбла | 28 июня — Пуэбла |            |            |  |  |       |       |
|  | ФРГ                                | ФРГ (пен.)                         | 0 (4)                              | 1     | Бельгия              | 2                    |                  |                  |            |            |  |  |       |       |
|  | 15 июня — Мехико (Ацтека)          | ФРГ (пен.)                         | 0 (4)                              |       | Бельгия              | 2                    |                  |                  |            |            |  |  |       |       |
|  |                                    | Мексика                            | 0 (1)                              |       | Франция (доп. вр.)   | 4                    |                  |                  |            |            |  |  |       |       |
|  | Мексика                            | Мексика                            | 0 (1)                              | 2     | Франция (доп. вр.)   | 4                    |                  |                  |            |            |  |  |       |       |
|  | Мексика                            |                                    |                                    | 2     |                      |                      |                  |                  |            |            |  |  |       |       |
|  | Болгария                           | 0                                  |                                    |       |                      |                      |                  |                  |            |            |  |  |       |       |
|  | Болгария                           | 0                                  |                                    |       |                      |                      |                  |                  |            |            |  |  |       |       |

### 1/8 финала
| Мексика                    | 2:0     | Болгария |
| -------------------------- | ------- | -------- |
| - Негрете 34′ - Сервин 61′ | (отчёт) |          |

| СССР                        | 3:4 (доп. вр.) | Бельгия                                               |
| --------------------------- | -------------- | ----------------------------------------------------- |
| Беланов 27′ 70′ 111′ (пен.) | (отчёт)        | - Шифо 56′ - Кулеманс 77′ - Демоль 102′ - Класен 110′ |

| Бразилия                                                             | 4:0     | Польша |
| -------------------------------------------------------------------- | ------- | ------ |
| - Сократес 30′ (пен.) - Жозимар 55′ - Эдиньо 79′ - Карека 83′ (пен.) | (отчёт) |        |

| Аргентина    | 1:0     | Уругвай |
| ------------ | ------- | ------- |
| Паскулли 42′ | (отчёт) |         |

| Италия | 0:2     | Франция                     |
| ------ | ------- | --------------------------- |
|        | (отчёт) | - Платини 15′ - Стопира 57′ |

| Марокко | 0:1     | ФРГ         |
| ------- | ------- | ----------- |
|         | (отчёт) | Маттеус 88′ |

| Англия                          | 3:0     | Парагвай |
| ------------------------------- | ------- | -------- |
| - Линекер 31′ 73′ - Бирдсли 56′ | (отчёт) |          |

| Дания                | 1:5     | Испания                                                    |
| -------------------- | ------- | ---------------------------------------------------------- |
| Й. Ольсен 33′ (пен.) | (отчёт) | - Бутрагеньо 43′ 57′ 80′ 89′ (пен.) - Гойкоэчеа 68′ (пен.) |

### Четвертьфиналы
| Бразилия                                          | 1:1 (доп. вр.) | Франция                                           |
| ------------------------------------------------- | -------------- | ------------------------------------------------- |
| Карека 17′                                        | (отчёт)        | Платини 41′                                       |
| Пенальти                                          |                |                                                   |
| - Сократес - Алемао - Зико - Бранко - Жулио Сезар | 3:4            | - Стопира - Аморос - Беллон - Платини - Фернандес |

| ФРГ                                     | 0:0 (доп. вр.) | Мексика                      |
| --------------------------------------- | -------------- | ---------------------------- |
|                                         | (отчёт)        |                              |
| Пенальти                                |                |                              |
| - Аллофс - Бреме - Маттеус - Литтбарски | 4:1            | - Негрете - Кирарте - Сервин |

| Аргентина        | 2:1     | Англия      |
| ---------------- | ------- | ----------- |
| Марадона 51′ 55′ | (отчёт) | Линекер 81′ |

| Испания                                       | 1:1 (доп. вр.) | Бельгия                                              |
| --------------------------------------------- | -------------- | ---------------------------------------------------- |
| Сеньор 85′                                    | (отчёт)        | Кулеманс 35′                                         |
| Пенальти                                      |                |                                                      |
| - Сеньор - Элой - Чендо - Бутрагеньо - Виктор | 4:5            | - Класен - Шифо - Броос - Верворт - Л. ван дер Эльст |

### Полуфиналы
| Франция | 0:2     | ФРГ                     |
| ------- | ------- | ----------------------- |
|         | (отчёт) | - Бреме 9′ - Фёллер 90′ |

| Аргентина        | 2:0     | Бельгия |
| ---------------- | ------- | ------- |
| Марадона 51′ 63′ | (отчёт) |         |

### Матч за третье место
| Франция                                                       | 4:2 (доп. вр.) | Бельгия                     |
| ------------------------------------------------------------- | -------------- | --------------------------- |
| - Феррери 27′ - Папен 43′ - Женгини 104′ - Аморос 111′ (пен.) | (отчёт)        | - Кулеманс 11′ - Класен 73′ |

### Финал
| Аргентина                                  | 3:2     | ФРГ                           |
| ------------------------------------------ | ------- | ----------------------------- |
| - Браун 23′ - Вальдано 56′ - Бурручага 84′ | (отчёт) | - Румменигге 74′ - Фёллер 81′ |

| Чемпион мира по футболу 1986 |
| Аргентина Второй титул       |

## Награды
- «Золотой мяч» получил Диего Армандо Марадона, как лучший игрок чемпионата.(по опросам журналистов, 2564 очка)
- «Золотую бутсу» получил английский нападающий Гари Линекер, забивший 6 мячей.
- Приз «Fair Play» получила сборная Бразилии.

## Символическая сборная
- Вратарь
  -  Жан-Мари Пфафф
- Защитники
  -  Жозимар
  -  Мануэль Аморос
  -  Жулио Сезар
- Полузащитники
  -  Диего Марадона
  -  Мишель Платини
  -  Жан Тигана
  -  Ян Кулеманс
- Нападающие
  -  Пребен Элькьер-Ларсен
  -  Гари Линекер
  -  Эмилио Бутрагеньо

## Бомбардиры
6 голов
- Гари Линекер

5 голов
| - Диего Марадона | - Карека (1 пен.) | - Эмилио Бутрагеньо (1 пен.) |

4 гола
| - Хорхе Вальдано | - Пребен Элькьер-Ларсен - Алессандро Альтобелли (1 пен.) | - Игорь Беланов (2 пен.) |

3 гола
| - Нико Класен (1 пен.) | - Йеспер Ольсен (2 пен.) | - Руди Фёллер |

2 гола
- Хорхе Бурручага
- Энцо Шифо
- Жозимар
- Сократес (1 пен.)
- Рамон Мария Кальдере
- Абдерразак Каири
- Фернандо Кирарте
- Роберто Кабаньяс
- Хулио Сесар Ромеро
- Жан-Пьер Папен
- Мишель Платини
- Янник Стопира
- Клаус Аллофс

1 гол
- Джамель Зидан
- Питер Бирдсли
- Хосе Луис Браун
- Педро Паскулли
- Оскар Руджери
- Эрвин Ванденберг
- Даниэль Вейт
- Франк Веркаутерен
- Стефан Демоль
- Пламен Гетов
- Наско Сираков
- Эдиньо
- Лайош Детари
- Мартон Эштерхази
- Микаэль Лаудруп
- Сёрен Лербю
- Йон Эриксен
- Ахмад Ради
- Андони Гойкоэчеа
- Хулио Салинас
- Хуан Антонио Сеньор
- Элой
- Абделькрим Мерри[фр.]
- Мануэль Негрете
- Уго Санчес
- Рауль Сервин
- Луис Флорес
- Влодзимеж Смолярек
- Диамантину
- Карлуш Мануэл
- Чхве Сун Хо
- Хо Чжон Му
- Ким Джон Бу[англ.]
- Пак Чхан Сон[англ.]
- Колин Кларк
- Норман Уайтсайд
- Сергей Алейников
- Олег Блохин
- Александр Заваров
- Василий Рац
- Сергей Родионов
- Павел Яковенко
- Иван Яремчук
- Антонио Альсаменди
- Энцо Франческоли (пен.)
- Мануэль Аморос (пен.)
- Бернар Женгини
- Доминик Рошто
- Жан Тигана
- Луис Фернандес
- Жан-Марк Феррери
- Андреас Бреме
- Лотар Маттеус
- Карл-Хайнц Румменигге
- Гордон Стракан

Автоголы
- Ласло Дайка[венг.] (в матче с СССР)
- Чо Гван Рэ[англ.] (в матче с Италией)

## Впервые
- Чемпионат проходил в одной стране во второй раз
- Африканская сборная вышла из группы (сборная Марокко).
- В матче Мексика — Парагвай было назначено 80 штрафных ударов, из них 46 — в сторону хозяев чемпионата (судья Дж. Куртни, Англия).
- 3 пенальти в одной игре, Дания (1) — Испания (2)
- Не забит пенальти после выхода на замену, Зико (Бразилия) с Францией, при счёте 1:1
- Удалён футболист на 1-й минуте игры, Хосе Батиста (Уругвай) с Шотландией 0:0, судья Жоэль Кинью (Франция)
- На 83-й минуте матча Парагвай — Бельгия тренер парагвайцев Каэтано Ре был удалён судьёй Б. Дончевым в раздевалку, после того, как Ре неоднократно вмешивался в действия судейской бригады
- 1200-й гол в финальной части, Папен (Франция) против Канады 1:0
- 1300-й гол в финальной части, Линекер (Англия) с Парагваем 3:0.

## Чемпионат в филателии
- Почтовые марки СССР, 1986 год